# Paul Baras
Ne doit pas être confondu avec Paul Barras.
Pour les articles homonymes, voir Baras.

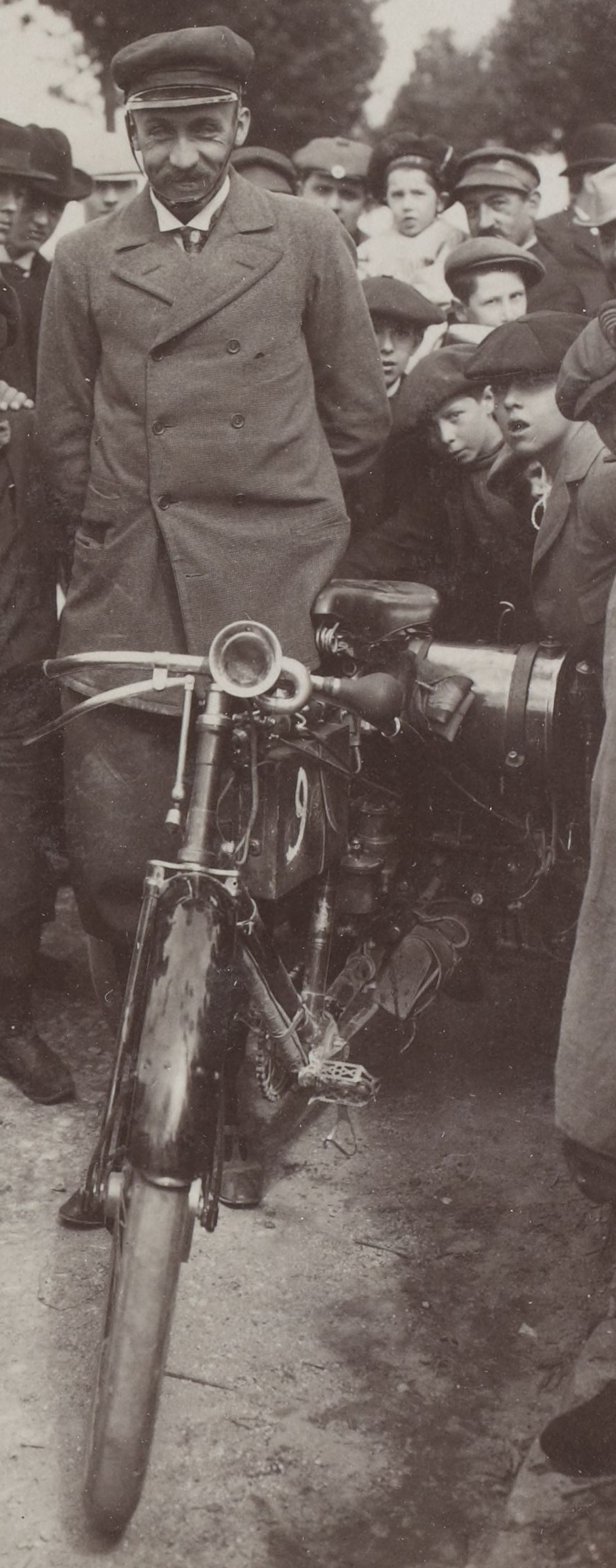
Paul Baras, au quatrième Critérium des Motocycles en 1900 (Étampes à Chartres).

Paul Baras, né le 14 mai 1870 à Orchies (Nord) et mort le 6 novembre 1941 à Saint-Maurice (Seine), est un pilote automobile français des années 1910.

## Biographie
En cyclisme, il termina 3e, en 1893, du Championnat de France de vitesse, sur 5 kilomètres, derrière Georges Cassignard et Paul Medinger et 3e, en 1894, du Grand Prix du sprint de Paris.
À la fin du XIXe siècle et au début du suivant, il disputa des courses de motocycles et de motocyclettes, notamment face à Anzani, Lamberjack, Béconnais, ou encore Rigal. En septembre 1899, il gagna la catégorie des motocycles au Paris-Boulogne. En avril 1900, il remporta le Paris-Roubaix motocycliste avec un moteur Buchet en comptant trois-quarts d'heure d'avance sur son second et en en couvrant les 287 kilomètres du trajet en 3 heures et 48 minutes, soit 75.528 km/h (en battant au passage le temps mis par le rapide du Nord sur la distance). Dans la foulée la même année il gagna le Critérium des motocycles.
Sur voitures, légères puis lourdes et après des débuts au Paris-Bordeaux en 1901 (9e sur Darracq légère, suivi d'une sixième place au Paris-Vienne en 1902, puis d'une dixième au Paris-Madrid et d'un podium au Circuit des Ardennes en 1903), il obtient une victoire en course de côtes à celle de Gaillon en 1904 (sur Darracq 100 hp), mais il est surtout connu pour être l'auteur de records de vitesses terrestre, entre novembre 1904 (168,200 km sur le circuit d'Ostende avec un véhicule Darracq 100 hp type Gordon Bennett) et janvier 1905 (au kilomètre lancé en 21.4 secondes), remportant également en 1905 le record du mile en 43.6 secondes. Il ravit aussi le record mondial sur le mille départ arrêté, en juillet 1904 au Meeting d'Ostende, et en 1903 celui des voitures légères au kilomètre lancé, sur Darracq à Lieusaint, route de Montgeron.
Il a pratiqué les sports mécaniques durant une décennie de 1899 à 1908, sur tri- et quadricycles, puis voitures légères Darracq jusqu'en 1906 (victoire pour la marque au kilomètre de Dourdan 1904), et enfin Brasier en 1908, en participant aux trois premiers Grand Prix automobile de France, en 1906 (meilleur tour en course et 7e au général), 1907 (3e au général), et 1908 (abandon).

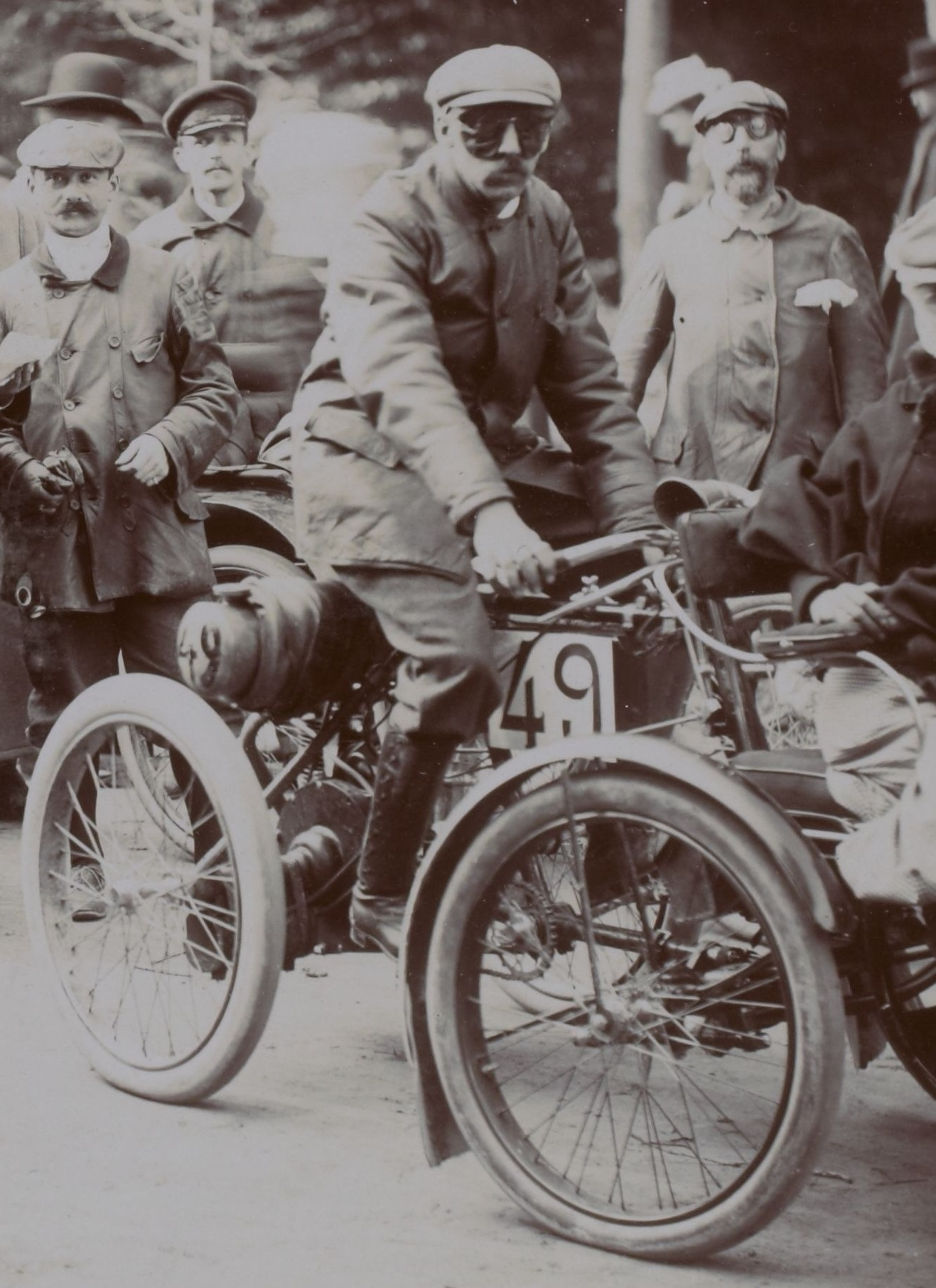
Baras vainqueur du Paris-Boulogne-sur-Mer 1899, catégorie motocycle.
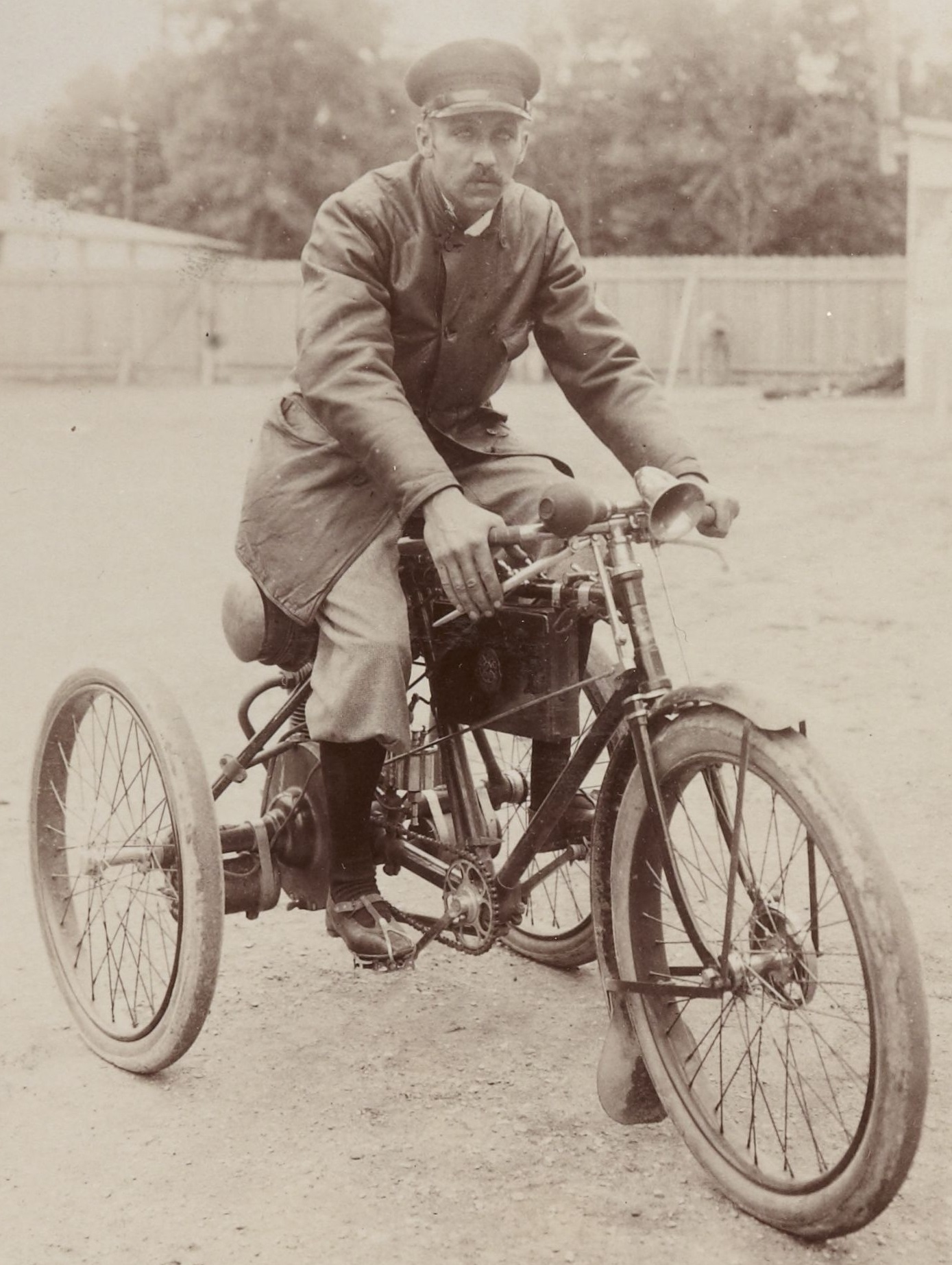
Baras vers 1900.
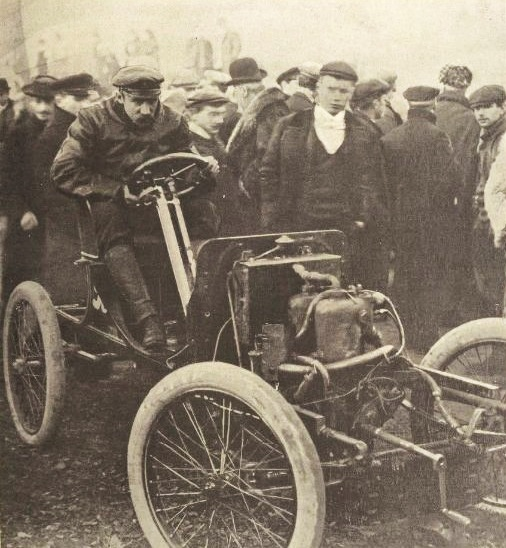
Paul Baras vainqueur sur voiture légère à la côte de Gaillon 1901.
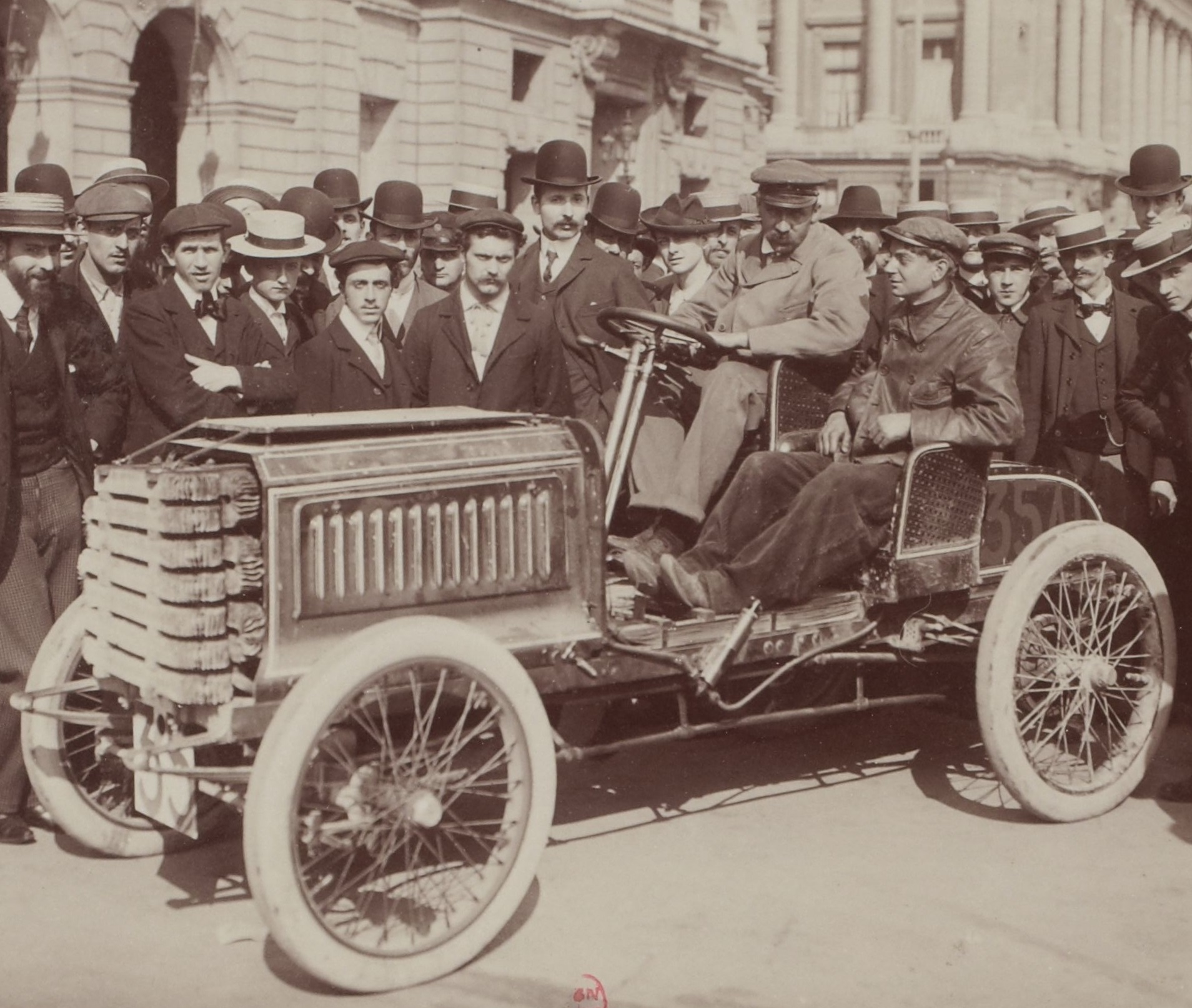
Baras sixième du Paris-Vienne 1902, ici au départ sur Darracq.
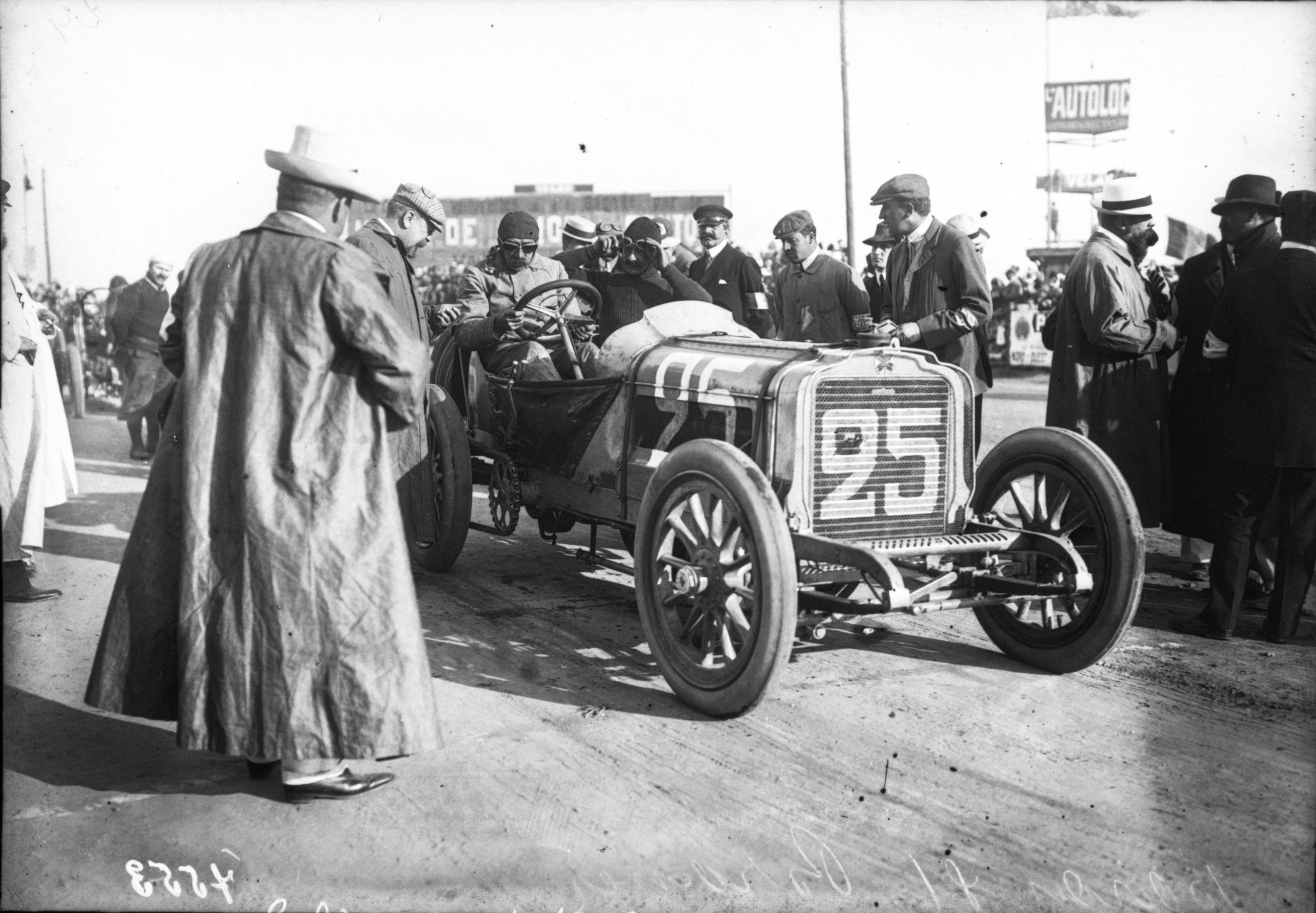
Baras sur Brasier au GP de France 1908, à Dieppe.